# Municipio de Felix (Illinois)
El municipio de Felix (en inglés: Felix Township) es un municipio ubicado en el condado de Grundy en el estado estadounidense de Illinois. En el año 2010 tenía una población de 4427 habitantes y una densidad poblacional de 142,58 personas por km².

## Geografía
El municipio de Felix se encuentra ubicado en las coordenadas 41°18′38″N 88°17′42″O / 41.31056, -88.29500. Según la Oficina del Censo de los Estados Unidos, el municipio tiene una superficie total de 31.05 km², de la cual 28.18 km² corresponden a tierra firme y (9.25%) 2.87 km² es agua.

## Demografía
Según el censo de 2010, había 4427 personas residiendo en el municipio de Felix. La densidad de población era de 142,58 hab./km². De los 4427 habitantes, el municipio de Felix estaba compuesto por el 96.45% blancos, el 0.54% eran afroamericanos, el 0.29% eran amerindios, el 0.41% eran asiáticos, el 0.05% eran isleños del Pacífico, el 0.93% eran de otras razas y el 1.33% pertenecían a dos o más razas. Del total de la población el 4.83% eran hispanos o latinos de cualquier raza.